# Donde menos te lo esperas
Donde menos te lo esperas fue un programa de citas producido por Fremantle y emitido en Cuatro entre el 20 de septiembre y el 8 de noviembre de 2019.

## Mecánica
El programa, como cualquier dating show, se dirige a personas sin pareja. En este caso, cinco jóvenes solteros, tiene un estilo de vida diferente a lo habitual, de manera que no han tenido la oportunidad de encontrar el amor o sus parejas no han sido capaces de llevar su mismo ritmo de vida. De este modo, los pretendientes deben asistir a su entorno para conocerlo e intentar adaptarse a él.

## Primera temporada (2019)

### Participantes
| Nombre          | Procedencia | Edad    | Profesión o peculiaridad                               | Elección final     |
| --------------- | ----------- | ------- | ------------------------------------------------------ | ------------------ |
| Jasmín González | La Coruña   | 23 años | Feriante                                               | Dani Argüello      |
| Javier Ibáñez   | Alicante    | 35 años | Instructor de buceo, mecánico naval y capitán de barco | Andrea Sastre      |
| Pablo Calvo     | Asturias    | 35 años | Exbombero, recorre el mundo en bicicleta con su perra  | Ona                |
| Rocío Pastor    | Madrid      | 33 años | Youtuber, instagramer y blogger                        | Cristian del Valle |
| Sandra          | Tarragona   | 26 años | Nudista y crudivegana                                  | Miguel Montilla    |

## Audiencia

### Episodios y audiencias
| N.º | Fecha de emisión | Audiencia      |
| --- | ---------------- | -------------- |
| 1   | 20/09/2019       | 890 000 (6,9%) |
| 2   | 27/09/2019       | 719 000 (5,6%) |
| 3   | 04/10/2019       | 566 000 (4,9%) |
| 4   | 11/10/2019       | 571 000 (4,9%) |
| 5   | 18/10/2019       | 418 000 (3,3%) |
| 6   | 25/10/2019       | 404 000 (3,3%) |
| 7   | 01/11/2019       | 353 000 (3,0%) |
| 8   | 08/11/2019       | 459 000 (4,1%) |

### Audiencia media
| Temporada | Temporada | Episodios | Estreno                  | Final                   | Audiencia      |
| --------- | --------- | --------- | ------------------------ | ----------------------- | -------------- |
|           | 1         | 8         | 20 de septiembre de 2019 | 15 de noviembre de 2019 | 548 000 (4,5%) |